# Литвин Степан Михайлович
Степа́н Миха́йлович Литви́н  (* 10 червня 1931, Головчинці — пом. 2 липня 2019 Київ) — український поет та перекладач.
1959 — член Спілки письменників України, нагороджений Почесною грамотою Президії ВР УРСР — 1981.

## Життєпис
Народився 10 червня 1931 року в родині колгоспника Михайла. Закінчив семирічну трудову школу, навчався в Чернятинському плодово-ягідному технікумі та у Бердянському технікумі виноградарства й виноробства.
Перші вірші опублікував 1950 року.
1954 закінчив філологічний факультет Київського державного університету імені Т. Г. Шевченка; викладав українську мову та літературу в середній школі на Донбасі.
В 1956—1962 роках працював у редакціях обласних газет «Радянський Крим» — і «Кримська правда». 1962 короткий час — в журналі «Зміна», з 1962 по 1974 рік у видавництві «Дніпро».
Видав книжки поезій:
- «Серце не мовчить» — 1958, «Кримвидав»,
- «Під небом Криму» — 1960,
- «Бентежність» — 1966 , «Радянський письменник»,
- «Рушник і шабля» — 1972, «Молодь»,
- «Спадкоємність» — 1974, «Дніпро»,
- «Нездоланність любові» — 1976, «Радянський письменник»,
- «Твій голос» — 1980, «Радянський письменник»,
- «Бентежність» — 1981, «Дніпро»,
- «Кольори тривоги і надії» — 1984, «Радянський письменник»,
- «Непоборність кохання» — 1985, Москва,
- «На зоряних вітрах» — 1989,
- «Поезії (вибране)» — 1991, «Дніпро»,
- «Вічність любові», 1998,
- «Калина в снігу», «Преса України», 2002

З січня 1984 року — завідувач відділу поезії в редакції газети «Літературна Україна».
Мотиви його творчості — історичне минуле українського народу, краса природи, спадкоємність поколінь.
Перекладав твори білоруських, болгарських, грузинських, російських поетів.
2 липня 2019 року Степан Михайлович Литвин відійшов у вічність. Відспівування відбулося у церкві на Байковому цвинтарі. Похований на Совському цвинтарі в Києві.

## Премії
- Літературно-мистецька премія імені Володимира Забаштанського (2017).[3]